# Camila Perissé
Camila Porro Perissé, más conocida como Camila Perissé (Mar del Plata, 1 de enero de 1954 - Buenos Aires, 27 de febrero de 2024), fue una actriz, bailarina y vedette argentina. Fue protagonista de diversas películas y series de televisión. Símbolo sexual de su país (particularmente durante la década de 1980), apareció en numerosas tapas de revistas nacionales, incluyendo la afamada revista Playboy.

## Biografía
Camila nació en Mar del Plata el 1 de enero de 1954. Hija de Eugenio Raúl Porro (1909-1984) y Ana María Nieves Perissé (1919-1969); ambos también marplatenses. Su madre, incursionó como actriz junto a figuras como Libertad Lamarque, Hugo del Carril y Eva Duarte. A los 6 años se radicó en Capital Federal con su familia, iniciando su escolaridad primaria y parte de su secundaria en el Lenguas Vivas. Su secundaria la completó en los colegios Jesús María y Charly (Carlos Pellegrini incorporado). 
Conjuntamente concurrió a la Cultural Inglesa, asistió al Labardén, estudió guitarra y a los 15 años se recibió de Profesora de Danzas Nativas. Con sus compañeros de la Asociación de Estudiantes de Teatro, creó un grupo de teatro independiente llamado “TEP” (Taller de Expresión Popular). Posteriormente ingresó en el ballet estable de Joaquín Pérez Fernández, hizo sus estudios de teatro en el instituto Río Abierto, con Julio Ordano y Hedy Crilla. También fue alumna de Carlos Gandolfo.
Debutó profesionalmente en 1976 en el Teatro Olimpo con Despertar de Primavera, bajo la dirección de Agustín Alezzo y Hedy Crilla. A partir de ese momento participó en varias obras de teatro, debutando en Mar del Plata con la obra Amores míos (1980) junto a Thelma Biral. Dentro de su trayectoria se destacó especialmente en las obras La señorita de Tacna (1981) (con Norma Aleandro, dirección: Emilio Alfaro) y Pantaleón y las visitadoras (1993) (de Mario Vargas Llosa, con Franklin Caicedo, dirección: Hugo Urquijo). Por esta última fue ternada a los premios “ACE” por mejor actuación en comedia musical.
Al mismo tiempo desarrolló su carrera cinematográfica (La pulga en la oreja de Pancho Guerrero, Bairoletto, la aventura de un rebelde, Las lobas, Atrapadas, Los gatos (Prostitución de alto nivel), etc.), publicitaria (Pilas Varta, Kenwood, Oridus) y televisiva (debutó en El Show de Velasco Ferrero), se destacó en varios ciclos de Tato Bores: Tato vs. Tato, Extra Tato y Tato Diet, y participó –entre otros– en Los Machos, Al Sur, Desde adentro y Esa provinciana. En 1996 se instaló en Nueva York, donde se dedicó a sus otras pasiones: la cocina (después de realizar varios cursos sobre alimentación y sanación por medio de las comidas), instaló un bar especializado en comidas naturales y jugos llamado “Cafetín”. Este bar fue tapa del Suplemento de los domingos del The New York Times y de la revista Time Out, el diseño (tuvo un local de muebles reciclados artesanalmente) y la gimnasia (se recibió de personal trainer, y de terapeuta de masaje holístico).
En el periodo que estuvo fuera de la Argentina, también vivió 4 años repartidos entre España y Reino Unido, regresando a la Argentina a fines del 2008. Se radicó por un tiempo en el partido de Lobos (Buenos Aires), donde dio clases particulares de inglés y condujo desde 2010 el programa radial C.S.S., Camila Sin Siesta, que se emitía los días sábados de 13 a 16 por Radio Antena AM 1560 - Radio Zonal (Lobos), pudiéndose escuchar el programa en vivo desde la página web de la radio.
En 2012 vuelve a la filmación cinematográfica con la película Helena y en el 2014 realiza la película Planta madre.
Desde 2015, estuvo radicada en la localidad de Mariano Benítez, localidad perteneciente al partido de Pergamino.
En diciembre de 2019 vuelve a la televisión participando como invitada en el programa Quién quiere ser millonario, conducido por Santiago del Moro.
En 2021, regresó a su ciudad natal para poder tratar sus problemas de salud.
Falleció el 27 de febrero de 2024, a los 70 años, estando internada en el hospital Español de la ciudad de Buenos Aires, por una neumonía terminal.

## Cine
- El productor de espectáculos (1977) [7]
- Fotógrafo de señoras (1978) [8]
- Mi mujer no es mi señora (1978) [9]
- Encuentros muy cercanos con señoras de cualquier tipo (1978) [10]
- Los superagentes no se rompen (1979) [11]
- Departamento compartido (1980) [12]
- Te rompo el rating (1981) [13]
- La pulga en la oreja (1981) [14]
- Abierto día y noche (1981) [15]
- Atrapadas (1984) [16]
- Los gatos (Prostitución de alto nivel) (1985) [17]
- Bairoletto, la aventura de un rebelde (1985) [18]
- Las lobas (1986) [19]
- Las esclavas (1987) [20]
- La clínica del Dr. Cureta (1987) [21]
- Enfermero de día, camarero de noche (1990) [22]
- Delito de corrupción (1991) [23]
- Tormenta de pasiones (1992) [24]
- Siempre es difícil volver a casa (1992) [25]
- Sex Humor (1992) [26]
- Helena (2012) [27]
- Diamond Santoro y la soga de los muertos (2012) [28]
- Planta madre (2014) [29]

## Televisión
| Ficciones | Ficciones                     | Ficciones                         |
| Año       | Título                        | Personaje                         |
| --------- | ----------------------------- | --------------------------------- |
| 1977      | El show de Velasco Ferraro    | Inés                              |
| 1977      | Viridiana                     | Viridiana Bustamante Sáinz        |
| 1978      | La vida en Calabromas         | Andrea                            |
| 1980      | Tato vs Tato                  | Gabriela                          |
| 1981      | Tato por ciento               | Verónica                          |
| 1981      | La muchacha del circo         | Inés Navarrete / Rosalía Albornoz |
| 1981      | Marcha nupcial                | María Dolores                     |
| 1982      | Barata de primavera           | Carina Labrada                    |
| 1982      | Como en el teatro             | Ana Laura                         |
| 1983      | Viva la risa                  | Paulina                           |
| 1983      | Extra Tato                    | Natalia                           |
| 1983      | Esa provinciana               | Camila Lombardo                   |
| 1984      | Galas de teatro               | Lucía "Ep: Al sur"                |
| 1984      | Los exclusivos del 11         | Valentina                         |
| 1985-1987 | Libertad condicionada         | María Fernanda Piglioni           |
| 1991      | Desde adentro                 | Hilda Sáenz                       |
| 1993      | Voy a apagar la luz           | Gabriela Ricci                    |
| 1993      | Zona de riesgo                | Minerva "Ep: La sucesión"         |
| 1994      | Los machos                    | Zulema                            |
| 1995-1997 | Poliladron                    | Pía Basualdo                      |
| 1996      | Gino                          | Gaviota Pérez                     |
| 2019      | ¿Quién quiere ser millonario? | Participación especial            |

## Teatro
- Despertar de primavera (1976) - Teatro Olimpo - Dirección: Agustín Alezo y Heidi Crilla junto a Luisa Kuliok, Norberto Díaz, Boris Rubaja, Daniel Marcove y elenco.
- Yo argentino (1977) junto a Rudy Chernicoff.
- La Revista del Mundial (1978) junto a Joe Rigoli.
- Zulma en el Tabarís (1978) junto a Zulma Faiad, Alfredo Barbieri, Giselle Durcal, Daniel Guerrero, Los Blue Jeans, Osvaldo Pacheco, Carlos Scazziotta y Jorge Troiani.
- El Maipo es el Maipo y Gasalla es Gasalla (1979)- Teatro Maipo junto a Antonio Gasalla, Enrique Pinti, Claudia Lapacó, Cristina Allende, Cecilia Narova, Violeta Millán, Analía Shirak, Reina Reech y elenco.
- Amores míos (1980) - Teatro Liceo junto a Thelma Biral, Raúl Aubel y Víctor Hugo Vieyra.
- La señorita de Tacna (1981) - Dirección: Emilio Alfaro junto a Susu Pecoraro, Adriana Aizemberg, Norma Aleandro, Jesús Berenguer, Franklin Caicedo, Patricio Contreras, Leal Rey, Jorge Sarudiansky, Tina Serrano, Rubén Stella, Katja Alemann y Ernesto Larrese -  (Obra teatral en la que hizo un desnudo).[30]
- Intimas amigas (1982) junto a Soledad Silveyra.
- Hay que privatizar el cielo (1983) junto a Mario Castiglione.
- Las mariposas son libres (1984) junto a Juan José Camero y Eva Franco.
- La Carlina se pasó (1988)
- Gloria (1991) junto a  Violeta Rivas, Rubén Stella y Chela Ruiz.[31]
- Pantaleón y las visitadoras (1993) junto a Franklin Caicedo, Horacio Roca, Julieta Ortega, Gabriela Boffa y elenco - Dirección: Hugo Urquijo. Fue ternada para los premios ACE.
- Potras (1996) junto a Darío Vittori, Gisella Barreto, Cris Miró, Alejandra Roth, Mimí Pons y Claudia Salminis.
- Rolling Actors (1998) - Grupo de Teatro Callejero en Nueva York.
- Daily Live (2000) - Grupo de Teatro Callejero en Nueva York.
- Reflejos en el agua (2012) - Teatro Payro - Dirección: Luis Retta y Hugo Zanón junto a Alejandro Cupito y elenco.
- Perissé Poesías (2012) - Casa de la Cultura de Lobos (Provincia de Buenos Aires) junto a Gabriel Varela y Chino Fernández.
- Maté a un tipo (2013) - Auditorio CENDAS junto a Enrico Sturiale, Noelia Núñez y Mariano Bicain.
- Los maestros (2013) - Teatro Puerta Abierta de Capital Federal junto a Chino Fernández.
- Extinguidas (2015).
- Los maestros (2017) - Centro de Jubilados y Pensionados de Mariano Benítez junto a Chino Fernández y Víctor Villafañe.
- Los maestros (2018) - Habemus Theatrum  de Mariano Benítez junto a: Chino Fernández y Víctor Villafañe.

## Radio
- “C.S.S” Camila sin siesta (2010 - 2011 - 2012 - 2013) - Radio Antena AM 1560 - Sábados de 13 a 16 h (Lobos). Programa con entrevistas a famosos, actualidad, etc.
- “C.S.S” Camila sin siesta (2017) - Radio Verdad FM 99.5 (Pergamino).

En 2010 Camila Perissé reaparece radicada en Lobos (Provincia de Buenos Aires) en donde conduce su propio programa de radio, todos los sábados a las 13 h por Radio Antena AM 1560 - Radio Zonal (Lobos). Se puede escuchar el programa en vivo desde la página web de la radio (www.amradioantena.com.ar). En el 2017, vuelve a realizar el mismo programa radial que había conducido en la localidad de Lobos, pero en esta oportunidad realizado desde la ciudad de Pergamino, ya Camila se radicó en 2016 en un pueblo cercano llamado Mariano Benítez.

## Discografía
- Aún más que eficacia (1981) (Editado por el sello discográfico Distribuidora Belgrano Norte)
- Gimnasia Jazz (1981) (Editado por el sello discográfico Distribuidora Belgrano Norte) (Editado junto con el libro Camila Perisse y la Gimnasia Jazz - En el cual están detallados la realización de todos los ejercicios)

## Publicidad
- Pilas Saft
- Kenwood Audio
- Oridus
- Playboy
- Latin woman health club (New York - EE.UU)
- Clínica familiar (New York - EE.UU)